# Шапоа
Шапоа (фр. Chapois) насеље је и општина у источној Француској у региону Франш-Конте, у департману Јура која припада префектури Лон ле Соније.
По подацима из 2011. године у општини је живело 207 становника, а густина насељености је износила 20,56 становника/km². Општина се простире на површини од 10,07 km². Налази се на средњој надморској висини од 635 метара (максималној 832 m, а минималној 597 m).

## Демографија
| 1962. | 1968. | 1975. | 1982. | 1990. | 1999. | 2011. |
| ----- | ----- | ----- | ----- | ----- | ----- | ----- |
| 178   | 210   | 176   | 217   | 207   | 206   | 207   |

График промене броја становника у току последњих година